# موتیه ۸۸۹۰۶
سیارک ۸۸۹۰۶ (به انگلیسی: 88906 Moutier، نامگذاری:2001TT1) هشتاد و هشت هزار و نهصد و ششمین سیارک کشف شده‌است که در ۱۱ اکتبر ۲۰۰۱ کشف شد.